# Trnovo (FBiH)
Trnovo (in cirillico serbo Трново) è un comune della Federazione di Bosnia ed Erzegovina situato nel Cantone di Sarajevo con 1 830 abitanti al censimento 2013. È situato a 30 chilometri sud-est della capitale. 
La municipalità unica di Trnovo, prima della guerra, ospitava 6 991 persone (1991), di cui 68,81% bosgnacchi e 29,45% serbo-bosniaci.
In seguito agli Accordi di Dayton il comune è stato diviso tra la Federazione di Bosnia ed Erzegovina (FBiH) e la Repubblica Serba di Bosnia ed Erzegovina (RS). Il comune di Trnovo in FBiH rappresenta la parte rurale (e due terzi del territorio) del vecchio comune unico di Trnovo. 
Trnovo è la municipalità meno popolata, in assoluto e per densità, del cantone di Saraievo, e ha il maggior numero di abitanti oltre i 65 anni. Il 95,4% della popolazione è bosgnacca e il 4,6% serba.
Trnovo include il monte Bjelašnica, così come la gola mozzafiato della Rakitnica, con le loro possibilità di sviluppo economico basato sul turismo. Tuttavia, in mancanza di infrastrutture, l'agricoltura continua a rappresentare la principale attività economica dell'area. 

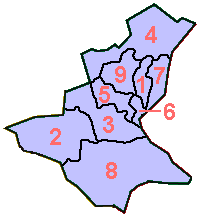
Trnovo (numero 8) all'interno del Cantone di Sarajevo.

## Insediamenti
• Balbašići • Bobovica • Brda • Brutusi • Čeružići • Češina Strana • Čunčići • Dejčići • Delijaš · Deseci • Dujmovići • Durakovići • Gornja Presjenica • Hamzići • Jelačići • Karovići • Kramari • Krsmanići • Ledići • Lisovići • Lukavac • Mađari • Mijanovići • Obla Brda • Ostojići • Pendičići • Pomenovići • Prečani • Rakitnica • Rijeka • Sjeverovići • Šabanci • Šabići • Šišići • Trebečaj • Trnovo • Tušila • Umčani • Umoljani • Zagor